# 부산조리고등학교
부산조리고등학교는 부산광역시 사상구 낙동대로 1390번길에 위치한 대한민국의 특성화 고등학교다.